# Breckenridge (Oklahoma)
Breckenridge es un pueblo ubicado en el condado de Garfield en el estado estadounidense de Oklahoma. En el año 2010 tenía una población de 245 habitantes y una densidad poblacional de 6,23 personas por km².

## Geografía
Breckenridge se encuentra ubicado en las coordenadas 36°26′54″N 97°43′37″O / 36.44833, -97.72694 (36.448316, -97.726935).

## Demografía
Según la Oficina del Censo en 2000 los ingresos medios por hogar en la localidad eran de $35,000 y los ingresos medios por familia eran $43,125. Los hombres tenían unos ingresos medios de $33,333 frente a los $23,125 para las mujeres. La renta per cápita para la localidad era de $15,580. Alrededor del 14.4% de la población estaban por debajo del umbral de pobreza.